# Internationale Friedensliga
Die Internationale Friedensliga (auch Internationale Liga für den Frieden oder Internationale Liga für Frieden und Freiheit; französisch Ligue internationale et permanente de la paix) wurde am 21. Mai 1867 von Frédéric Passy gegründet, um einen französisch-preußischen Krieg im Rahmen der Luxemburgkrise zu verhindern. In den Jahren 1867 (in Genf), 1868 (in Bern) und 1869 hielt die Friedensliga Kongresse ab.
Nach dem Deutsch-Französischen Krieg von 1870 wurde die Liga aufgelöst, danach als Société française des amis de la paix (etwa Französische Gesellschaft der Friedensfreunde) wiedergegründet. Aus dieser wiederum entwickelte sich 1889 die Société d’arbitrage entre les Nations (etwa Schiedsrichter-Gesellschaft unter den Nationen).